# Анна Кінберг Батра
Анна Кінберг Батра (швед. Anna Kinberg Batra; нар. 14 квітня 1970, Стокгольм, Швеція) — шведський політик з Помірної коаліційної партії. Лідер опозиції та лідер Помірної партії з січня 2015 по жовтень 2017. Депутатом Риксдагу округу Стокгольм з вересня 2006 по вересень 2018. Лідер парламенту з жовтня 2010 до січня 2015 року.
25 серпня 2017 року Кінберг Батра оголосила про свою відставку з посади лідера партії; 1 жовтня 2017 року її змінив Ульф Крістерссон. У вересні 2017 року вона заявила, що покине політичну арену.
Виросла у Юршгольмі. Вона навчалась у Стокгольмській школі економіки. У дитинстві Кінберг Батра також жила у Нідерландах і вільно володіє нідерландською. Вивчала нідерландську і французьку мови в Університеті Стокгольма.
Вона брала активну участь у студентській діяльності, очолювала Студентський союз Стокгольмського університету, а також була першою жінкою-головою Помірної молоді у Стокгольмі.
Одружена, має доньку.